# Илхам Алијев
Илхам Хејдар оглу Алијев (азер. İlham Heydər oğlu Əliyev; Баку, 24. децембар 1946) азербејџански је политичар. Он је тренутни и четврти по реду председник Азербејџана.

## Биографија
Илхам Алијев је рођен као син заменик начелника одељења КГБ-а у Бакуу Хејдара Алијева, који је затим постао секретар ЦК Комунистичке партије ССР Азербејџана. Илхам је 1977. матурирао у средњој школи №6 у округу Сабаил града Бакуа који се налази на обали Каспијског мора.
Завршивши средње образовање Илхам је уписао студије на Московском државном институту за међународне односе (МГИМО). Постдипломске студије је уписао након дипломирања 1982. Исте године, на позив Јурија Андропова, породица Алијев се преселила у Москву. На питање Михаила Гусмана (ИТАР-ТАСС) о пријему у МГИМО, Илхам Алијев је рекао:
| „ | Прихватили су ме уз информацију, која је званично потврдила да ћу ја буквално за пет месеци напунити 16 година. Прва година студија је најодговорнија. Једна ствар се говори у Бакуу, сину првог секретара Комунистичке партије Азербејџана, а друга - у Москви, у потпуно другачијој средини и то у тако младом узрасту. Али нисам разочарао оца, био сам добар студент у институту, а затим и на постдипломским студијама. | ” |

Магистрирао је историјске науке, и остаје на институту као предавач. Касније је постао почасни доктор наука на бројним универзитетима попут Универзитета Линколн (САД), МГИМО (Русија), Билкентског Универзитета (Турска), Националне Пореске академије (Украјина), Универзитета нафте и гаса у Плоешти (Румунија), Универзитет Кјунг Хи (Јужна Кореја), Јорданској Универзитета (Јордан) као и почасни професор Универзитета - Л. Н. Гумилев (Казахстан) и Универзитета националне и светске привреде (Бугарска).

## Политика
Након што је Хејдар Алијев напустио политбиро ЦК КПСС, Илхам је почео да се бави приватним бизнисом, руководио је бројем индустријских и комерцијалних предузећа. Он се 1992. године послом преселио у Истанбул а у Азербејџан се вратио тек када је његов отац постао председник републике.
Од 1994. године до августа 2003. године је био потпредседник, а затим први потпредседник државне нафтне компаније Републике Азербејџана (SOCAR). Активно је учествовао у спровођењу тзв. „нафтне стратегије Хејдара Алијева“.
Два пута је биран за посланика у Мили Меџлису (Парламент) — 1995. године и 2000. године.
Илхам Алијев је 1997. године постао председник Олимпијског Комитета Азербејџана. Руководећи Олимпијском комитетом, подигао је квалитет спортске инфраструктуре у држави. По његовој иницијативи активно је почело стварање спортских школа и формирање националних тимова у спортовима који се сматрају за традиционално успешне у Азербејџанаца. За велики допринос развоју спорта и олимпијског покрета награђен је највишим орденом Међународног олимпијског комитета (МОК).
За заменика владајуће партије „Нови Азербејџан“ изабран је 1999. године, за првог заменика 2001. године, а 2005. године за њеног председника. Био је шеф посланичке групе у делегацији Мили Меџилса у Парламентарној скупштини Савета Европе од 2001. године до 2003. године. У јануару 2003. године је изабран за заменика председавајућег Парламентарне скупштине Савета Европе и за члана одбора ПССЕ. У априлу 2004. године је за учешће у раду ПССЕ и приврженост европским идеалима изабран за почасног члана ПССЕ и награђен медаљом. Посланички мандат му је престао постављењем на дужност премијера Азербејџана у августу 2003. године.

## Председник
Алијев је изабран за председника Азербејџана 15. октобра 2003. године. На председничким изборима добио је 76% гласова. Ступио је на дужност 31. октобра 2003.  године. При полагању заклетве рекао је:
| „ | Ја верујем у срећну будућност Азербејџана. Уверен сам да ће наша земља наставити да се развија и јача. Демократија у Азербејџану ће се даље развијати, биће обезбеђени политички плурализам, слобода говора. Наша земља је постала модерна држава. Са циљем да се постигне све ово, у Азербејџану мора много тога да се уради. Али за све то, и прерастања Азербејџана у модерну државу неопходно је, пре свега, у земљи наставити политику Хејдара Алијева. | ” |

Победивши на председничким изборима 15. октобра 2008. године, са више од 88% гласова, Илхам Алијев је други пут изабран за председника Републике Азербејџан. Заклетву је положио 24. септембра 2008. године.

### Привредни развој
Као председник, Илхам Алијев, се активно заузео за развој домаће производње, посебно нафтног сектора. Фокус унутрашњег развоја је постављен задатак да се изврши даља либерализација економије, стимулисање домаћих инвестиција. У оквиру нове економске стратегије државе у програм социјалног и економског развоја региона (2004—2008) били су постављени следећи циљеви: стварање пола милиона радних места, увећање удела не-робне привреде у укупном БДП, развој приватног бизниса, као и посебни програми финансијске помоћи приватним регионалним компанијама, развој инфраструктуре (изградња и реконструкција путева, здравствених, образовних и спортских објеката). Као резултат ове стратегије, БДП по глави становника је 2008. достигао 9,500 долара, степен сиромаштва је снижен на 29%, а просечна плата 2007. је износила 214,6 долара. Раст БДП је највећи међу државама ЗНД, а током првог мандата Илхама Алијева, економски раст је износио 96%.

## Породица
Говори азерски, руски, енглески, француски и турски језик. Он је аутор многих истраживачких радова о геополитичким аспектима нафтне стратегије сувереног Азербејџана.
Ожењен је са Мехрибан Ариф кизи Пашаевом и имају троје деце.

## Награде и титуле
- Орден Хејдара Алијева
- Награда Ихсана Дограмачи за мир и међународне односе (Турска)
- Орден „Звезда Румуније“ (Румунија)
- Орден краља Абдул-Азиза (Саудијска Арабија)
- Орден Славе (Грузија)
- Велики крст Легије части (Француска)
- Орден књаза Јарослава Мудрог I степена (Украјина)[14]
- Велики крст ордена за заслуге Републике Пољске (Пољска)
- Орден Преподобног Сергеја Радонежског I степена (РПЦ)
- Орден Славе Међународне конфедерације спортских организација ЗНД
- Награда "Достојан пријатељ Балкана“ (Србија)